# Joop Zoetemelk

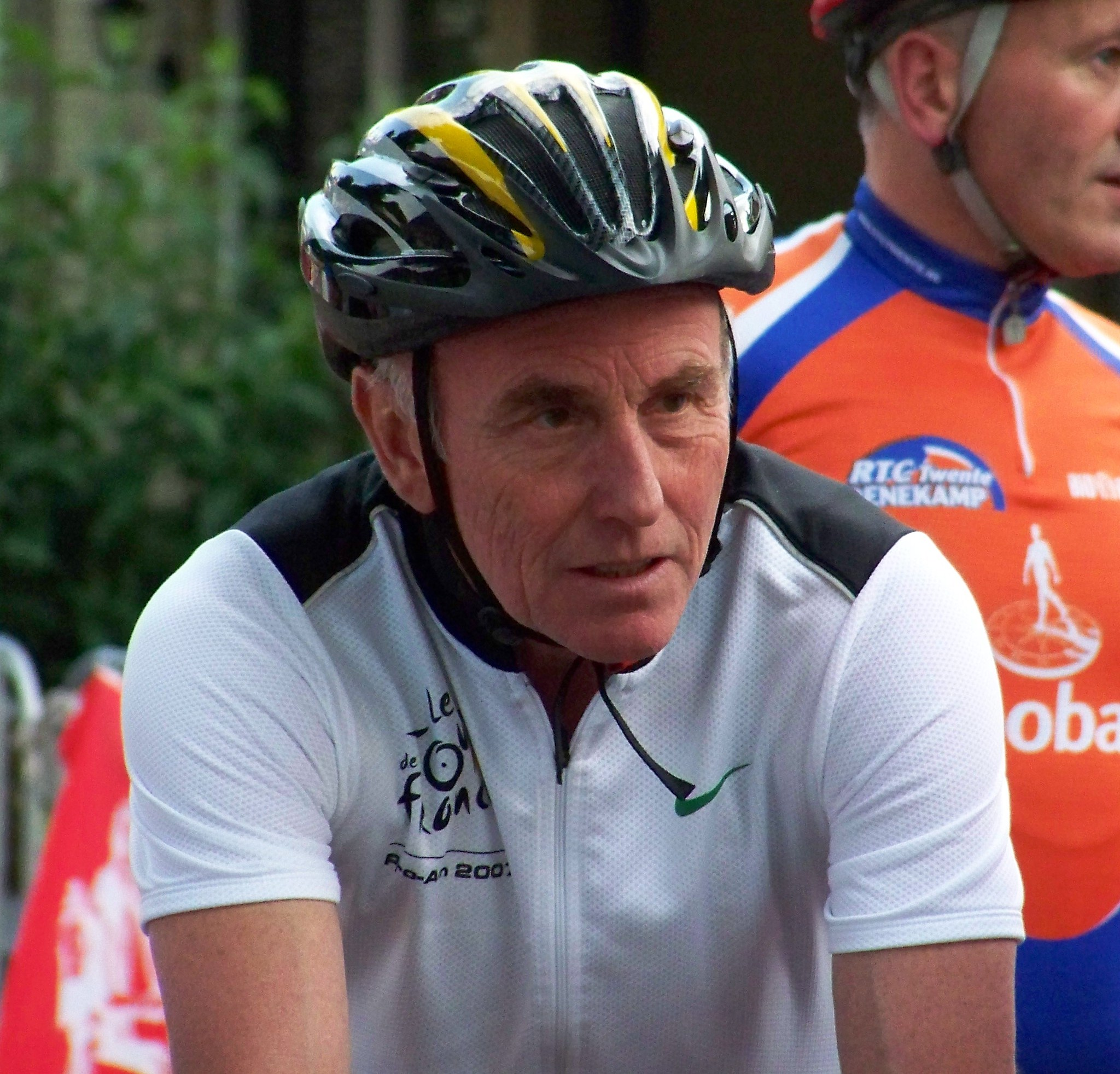
Joop Zoetemelk en 2008.

Gerardus Joseph "Joop" Zoetemelk (La Haya, Países Bajos; 3 de diciembre de 1946), apodado El holandés del Tour de Francia, fue ciclista profesional entre los años 1970 y 1987, durante los cuales consiguió 214 victorias.
Antes de dar el salto a la profesionalidad, Zoetemelk ganó la medalla de oro en los Juegos Olímpicos de México 1968 en la prueba de 100 km contrarreloj por equipos, en la prueba de fondo en carretera. Su carrera se vio amenazada en 1974 a causa de una fractura de cráneo sufrida en una caída. Además, en su último año como amateur ganó el prestigioso Tour del Porvenir y el Circuit des Mines.
Su carrera deportiva, que se inició bajo el reinado de Eddy Merckx, duró más de 20 años y se prolongó hasta el ocaso del ejercido por Bernard Hinault.
Durante sus 18 años de profesional, Zoetemelk ganó multitud de carreras, incluyendo el Tour de Francia 1980 y la Vuelta a España 1979, a pesar de coincidir con dos leyendas del ciclismo, Eddy Merckx y Bernard Hinault. Siempre rindió de forma excelente en el Tour, llegando a ser segundo en 6 ocasiones, 12 veces entre los diez primeros (récord de la carrera), y tomando parte de la misma en 16 ocasiones, récord que perduró hasta 2012 cuando el estadounidense George Hincapie llegó a 17 participaciones. Posteriormente, en 2018 Sylvain Chavanel llegaría a las 18 participaciones, superando el récord de ambos. Asimismo, Joop llegó a la meta las 16 ocasiones, récord compartido con Lucien van Impe y el propio Chavanel.
En 1985, se convirtió en el corredor más veterano en ganar el Campeonato del Mundo de ciclismo, con 38 años y 9 meses.

## Palmarés
| 1968 - Delta Profronde, más 1 etapa - Campeón Olímpico en los 100 km contrarreloj por equipos 1969 - Tour del Porvenir - Vuelta a Yugoslavia - Circuit des Mines, más 1 etapa - 3 etapas de la Vuelta a Austria 1970 - 2.º en el Tour de Francia - 1 etapa de la París-Luxemburgo 1971 - Campeonato de los Países Bajos en Ruta - 1 etapa de la Vuelta a España, más clasificación de la montaña - 2.º en el Tour de Francia - 3.º en el Super Prestige Pernod International 1972 - 2.º en el Campeonato de los Países Bajos en Ruta - Trofeo de los Escaladores 1973 - Campeonato de los Países Bajos en Ruta - 1 etapa de la París-Niza - 2 etapas del Midi Libre - 1 etapa de la Dauphiné Libéré - 2 etapas del Tour de Francia y la clasificación de la combinada - Tour de Haut-Var - Niza-Seillans - 1.º en el Acht van Chaam - 1 etapa de la Escalada a Montjuich 1974 - París-Niza, más 2 etapas - Tour de Romandía, más 1 etapa - Setmana Catalana, más 1 etapa - 1 etapa del Tour del Mediterráneo 1975 - París-Niza, más 2 etapas - Vuelta a los Países Bajos, más 1 etapa - 2 etapas del Tour de Córcega - Gran Premio de Isbergues - À travers Lausanne - 1 etapa de la Escalada a Montjuich - 3.º en el Campeonato de los Países Bajos en Ruta 1976 - Flecha Valona - À travers Lausanne - 2.º en el Tour de Francia, más 3 etapas - 1 etapa de la Escalada a Montjuich - 1 etapa de la Dauphiné Libéré - 3.º en el Super Prestige Pernod International - Boucles de l'Aulne | 1977 - París-Tours - Gran Premio de Isbergues - À travers Lausanne - 1 etapa del Volta a Cataluña 1978 - 2.º en el Tour de Francia, más 1 etapa - 1 etapa del Critérium Internacional - París-Camembert - À travers Lausanne - 3.º en el Super Prestige Pernod International - Gran Premio de Lugano (contrarreloj) 1979 - Vuelta a España , más 2 etapas - París-Niza, más 1 etapa - Critérium Internacional, más 1 etapa - 2.º en el Tour de Francia, más 1 etapa - 2.º en el Campeonato de los Países Bajos en Ruta - 1 etapa de la Dauphiné Libéré - 1 etapa del Tour de Córcega - Tour de Haut-Var - París-Tours - À travers Lausanne - 3.º en el Super Prestige Pernod International - Critérium de As - Trofeo de los Escaladores 1980 - Tour de Francia , más 2 etapas - 1 etapa del Tour de Romandía - 1 etapa de la Escalada a Montjuich - 1 etapa de la Dauphiné Libéré - G. P. Pino Cerami - Critérium de As 1981 - Escalada a Montjuich, más 2 etapas - G. P. Pino Cerami 1982 - G.P. Eddy Merckx - 2.º en el Tour de Francia - 1 etapa de la Escalada Ciclista a Montjuic - 3.º en el Campeonato de los Países Bajos en Ruta - G. P. de la Costa Normanda 1983 - Tour de Haut-Var 1985 - Campeonato del Mundo en Ruta - Veenendaal-Veenendaal - Tirreno-Adriático, más 1 etapa 1987 - Amstel Gold Race |

## Resultados

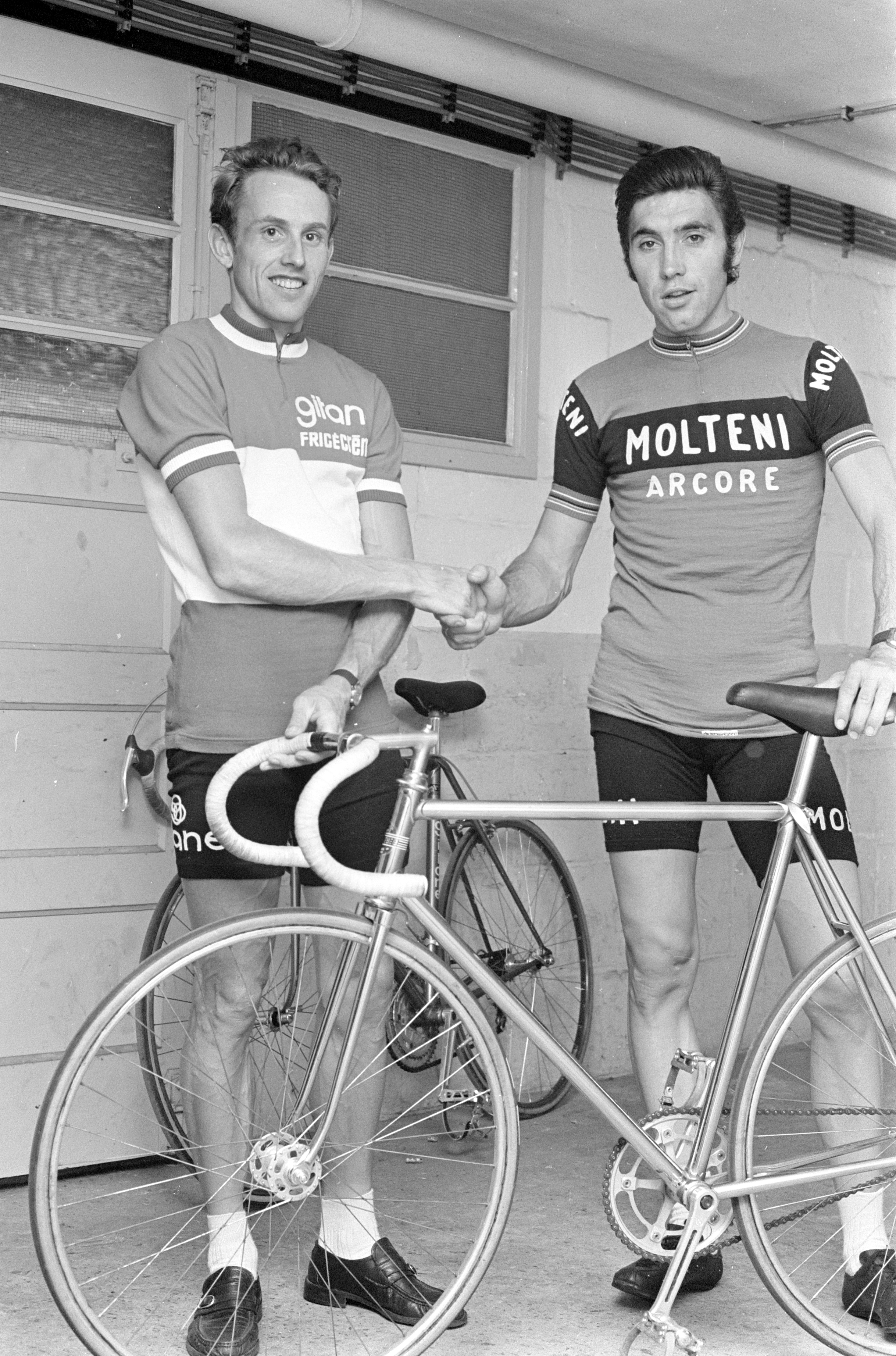
Joop Zoetemelk y Eddy Merckx.

Durante su carrera deportiva consiguió los siguientes puestos en Grandes Vueltas, vueltas menores y carreras de un día:

### Grandes Vueltas
| Carrera | Carrera         | 1970 | 1971 | 1972 | 1973 | 1974 | 1975 | 1976 | 1977 | 1978 | 1979 | 1980 | 1981 | 1982 | 1983 | 1984 | 1985 | 1986 | 1987 |
| ------- | --------------- | ---- | ---- | ---- | ---- | ---- | ---- | ---- | ---- | ---- | ---- | ---- | ---- | ---- | ---- | ---- | ---- | ---- | ---- |
|         | Giro de Italia  | —    | —    | —    | —    | —    | —    | —    | —    | —    | —    | —    | —    | —    | —    | —    | —    | —    | —    |
|         | Tour de Francia | 2.º  | 2.º  | 5.º  | 4.º  | —    | 4.º  | 2.º  | 8.º  | 2.º  | 2.º  | 1.º  | 4.º  | 2.º  | 23.º | 30.º | 12.º | 24.º | —    |
|         | Vuelta a España | —    | 6.º  | —    | —    | —    | —    | —    | —    | —    | 1.º  | —    | —    | —    | —    | —    | —    | —    | —    |

### Vueltas menores
| Carrera | Carrera                | 1970 | 1971 | 1972 | 1973 | 1974 | 1975 | 1976 | 1977 | 1978 | 1979 | 1980 | 1981 | 1982 | 1983 | 1984 | 1985 | 1986 | 1987 |
| ------- | ---------------------- | ---- | ---- | ---- | ---- | ---- | ---- | ---- | ---- | ---- | ---- | ---- | ---- | ---- | ---- | ---- | ---- | ---- | ---- |
|         | París-Niza             | 18.º |      | 10.º | 2.º  | 1.º  | 1.º  | 8.º  | —    | 3.º  | 1.º  | —    | —    |      | 4.º  | —    | —    | —    | 17.º |
|         | Tirreno-Adriático      | —    | —    | —    | —    | —    | —    | —    | —    | —    | —    | —    | —    | —    | —    | 9.º  | 1.º  | 12.º | —    |
|         | Volta a Cataluña       | —    | —    | —    | —    | —    | —    | —    | 3.º  | —    | —    | —    | —    | —    | —    | —    | —    | —    | —    |
|         | Vuelta al País Vasco   | —    | —    | —    | —    | —    | —    | —    | —    | —    | —    | —    | —    | —    | —    | —    | —    | —    | 15.º |
|         | Tour de Romandía       | 3.º  | —    | —    | —    | 1.º  | 17.º | —    | 2.º  | —    | —    | 5.º  | —    | 11.º | 12.º | —    | 4.º  | 11.º | —    |
|         | Critérium del Dauphiné | 7.º  | —    | 20.º | 3.º  | —    | 3.º  | 8.º  | 7.º  | 4.º  | 13.º | 9.º  | 46.º | 33.º | 11.º | —    | —    | 3.º  |      |
|         | Vuelta a Suiza         | —    | —    | —    | —    | —    | —    | —    | —    | —    | —    | 3.º  | 15.º | —    | —    | —    | —    | —    | —    |

### Clásicas, Campeonatos y JJ. OO.
| Carrera                | Carrera                | 1970 | 1971 | 1972  | 1973          | 1974          | 1975          | 1976 | 1977          | 1978          | 1979          | 1980 | 1981          | 1982          | 1983          | 1984 | 1985          | 1986          | 1987          |               |
| ---------------------- | ---------------------- | ---- | ---- | ----- | ------------- | ------------- | ------------- | ---- | ------------- | ------------- | ------------- | ---- | ------------- | ------------- | ------------- | ---- | ------------- | ------------- | ------------- | ------------- |
| Omloop Het Nieuwsblad  | Omloop Het Nieuwsblad  | 11.º | —    | 55.º  | —             | —             | —             | —    | —             | —             | —             | —    | —             | —             | —             | —    | —             | X             | —             |               |
| Kuurne-Bruselas-Kuurne | Kuurne-Bruselas-Kuurne | —    | —    | —     | —             | —             | —             | —    | —             | —             | —             | —    | —             | —             | —             | —    | 18.º          | X             | 37.º          |               |
|                        | Milán-San Remo         | —    | —    | —     | —             | —             | —             | —    | —             | 26.º          | 13.º          | —    | —             | —             | —             | —    | 67.º          | —             | —             |               |
| E3 Harelbeke           | E3 Harelbeke           | —    | —    | —     | —             | —             | —             | 10.º | —             | —             | —             | —    | —             | —             | —             | —    | —             | —             | —             |               |
| Gante-Wevelgem         | Gante-Wevelgem         | —    | 51.º | —     | —             | 78.º          | —             | 11.º | —             | —             | 96.º          | 53.º | 102.º         | —             | —             | —    | —             | 30.º          | —             |               |
|                        | Tour de Flandes        | —    | 70.º | 15.º  | 5.º           | 28.º          | —             | 16.º | —             | 14.º          | 10.º          | 21.º | —             | —             | —             | —    | —             | —             | —             |               |
|                        | París-Roubaix          | 26.º | 24.º | —     | —             | —             | —             | 15.º | 21.º          | 22.º          | 4.º           | —    | —             | —             | —             | 36.º | —             | —             | —             |               |
| Flecha Brabanzona      | Flecha Brabanzona      | 5.º  | 9.º  | —     | —             | —             | —             | —    | —             | —             | —             | —    | 25.º          | —             | —             | —    | —             | 15.º          | —             |               |
| Amstel Gold Race       | Amstel Gold Race       | 26.º | 44.º | 3.º   | 4.º           | 23.º          | —             | 6.º  | 35.º          | 3.º           | 5.º           | 44.º | —             | —             | 12.º          | 15.º | —             | 2.º           | 1.º           |               |
| Flecha Valona          | Flecha Valona          | 44.º | 4.º  | 11.º  | 40.º          | 21.º          | 8.º           | 1.º  | —             | 7.º           | 7.º           | 10.º | 40.º          | 27.º          | 6.º           | 29.º | 14.º          | 6.º           | —             |               |
|                        | Lieja-Bastoña-Lieja    | —    | 21.º | 18.º  | 9.º           | —             | —             | 10.º | —             | —             | —             | —    | —             | —             | 35.º          | 9.º  | 55.º          | 17.º          | 28.º          |               |
| Campeonato de Zúrich   | Campeonato de Zúrich   | 23.º | —    | 21.º  | —             | —             | —             | —    | —             | —             | —             | —    | 40.º          | 38.º          | —             | 39.º | 41.º          | 45.º          | —             |               |
| París-Tours            | París-Tours            | —    | 29.º | 105.º | 28.º          | —             | 70.º          | 12.º | 1.º           | 4.º           | 1.º           | 37.º | 16.º          | 14.º          | 24.º          | 41.º | 45.º          | —             | 56.º          |               |
|                        | Giro de Lombardía      | —    | 11.º | 6.º   | —             | —             | —             | 4.º  | 7.º           | 7.º           | 21.º          | —    | —             | —             | —             | 25.º | 14.º          | —             | —             |               |
| JJ. OO. (Ruta)         | JJ. OO. (Ruta)         | ND   | ND   | —     | No se disputó | No se disputó | No se disputó | —    | No se disputó | No se disputó | No se disputó | —    | No se disputó | No se disputó | No se disputó | —    | No se disputó | No se disputó | No se disputó | No se disputó |
| Mundial en Ruta        | Mundial en Ruta        | 52.º | 21.º | 5.º   | 5.º           | —             | 5.º           | 4.º  | 26.º          | 6.º           | 16.º          | Ab.  | 21.º          | 4.º           | 38.º          | 10.º | 1.º           | 52.º          | 51.º          |               |
| Países Bajos en Ruta   | Países Bajos en Ruta   | —    | 1.º  | 2.º   | 1.º           | —             | 3.º           | 4.º  | —             | 7.º           | 2.º           | —    | 14.º          | 3.º           | —             | 12.º | —             | —             | —             |               |

—: No participa

Ab.: Abandona

X: Ediciones no celebradas

## Reconocimientos
- En 2002 pasó a formar parte de la Sesión Inaugural del Salón de la Fama de la UCI.[3]